# Фабиан Естояноф
Фабиан Лари Естояноф Поджо е футболист от Уругвай. Играе като нападател за професионални отбори от Уругвай, Испания и Саудитска Арабия, както и за националния отбор на Уругвай. Заема пост дясно крило. През сезон 2006/07 играе под наем в „Депортиво Ла Коруня“.

## Биография
Роден е на 27 септември 1982 г. в град Монтевидео, има български етнически произход. Дядото на Естояноф, Димитър Стоянов, бил български търговец животновъд от Софийското поле, емигрирал в Уругвай през Балканската война (1912-1913).
Естояноф притежава също италиански паспорт.

## Кариера
Започва кариерата си във „Феникс“ през 2000 г. През 2002 г. преминава в Пенярол и през 2004 г. подписва с „Валенсия“, но е даден под наем за една година в Кадис. Взима участие 20 пъти в състава на националния отбор на Уругвай.